# Margareta Arvidsson
Margareta Arvidsson (Vänersborg, 12 ottobre 1947) è una modella svedese, incoronata Miss Universo 1966.
Diciottenne all'epoca dell'incoronazione Margareta Arvidsson è stata la seconda Miss Svezia a vincere il titolo di Miss Universo, undici anni dopo Hillevi Rombin.
Margareta Arvidsson vinse anche il titolo di Miss Photogenic.
Dopo il suo anno di regno, la Arvidsson diventò una modella per la Ford Models, ed apparì in alcune produzioni cinematografiche e teatrali.
Nel 1999, è stata invitata come ospite d'onore al cinquantesimo anniversario del concorso Miss Svezia.